# 18式魚雷

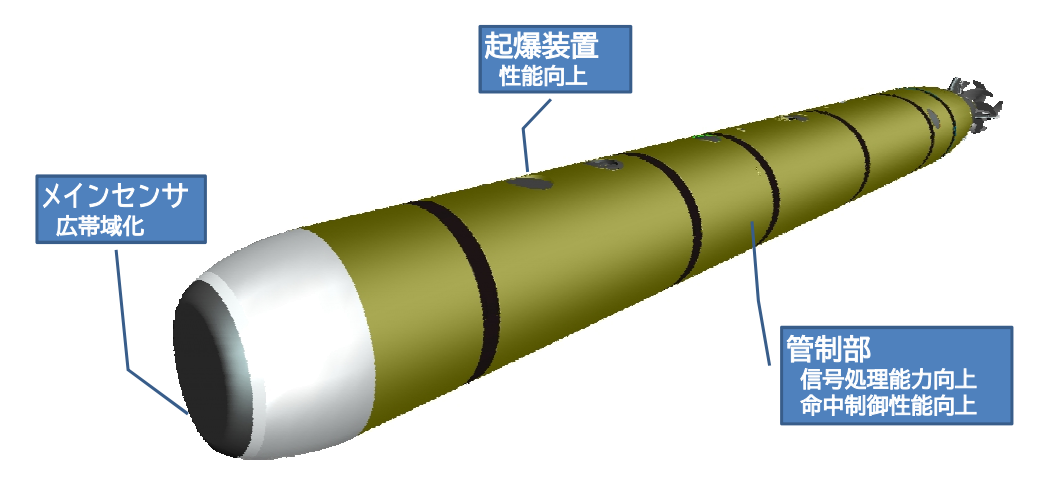
18式魚雷の構造

18式魚雷（ひとはちしきぎょらい）は防衛装備庁（旧防衛省技術研究本部）が開発し海上自衛隊が装備する魚雷。開発名称G-RX6はG-RX5（12式短魚雷）に続くものである。製造は三菱重工業。

## 概要
潜水艦装備用の長魚雷として、平成24年度より防衛省技術研究本部（現・防衛装備庁）において開発が開始された。89式長魚雷の後継であり、囮装置をはじめとする魚雷防御手段などへの対応能力向上や、深海域のみならず音響環境が複雑となりやすい沿海・浅海域においても目標を探知・攻撃できることを目的としている。有線誘導が可能であり、攻撃対象には水上艦艇、および潜水艦の両方が含まれる。
目標の形状を識別し、囮との区別も行える音響画像センサーおよび、同様に囮識別に有効かつ最適タイミングでの起爆が可能なアクティブ磁気近接起爆装置が搭載される。
本魚雷の開発に当たり89式魚雷の部品を活用するとあり、動力機関も踏襲している。使用燃料は試験時にオットー燃料IIを採用している。
本体開発経費は約94億円。
平成31年度（令和元年度）に取得予算が計上され、2022年（令和4年）2月までに納入予定である。

## 後継魚雷
魚雷の動力装置を低振動のタービン方式に変更することにより魚雷航走時の雑音の静粛化を図り、攻撃目標の被攻撃察知を遅らせて反撃と魚雷対処の機会を与えずに、自艦残存性を向上しながら攻撃を加えることができる魚雷を実現することを目的に静粛型動力装置搭載魚雷が開発された。
平成23年（2011年）度から平成25年（2013年）度まで「潜水艦用魚雷動力装置雑音低減技術の研究」、平成24年度（2012年）度から平成26年（2014年）度まで「水中航走体動力装置静粛化技術の研究」、平成27年（2015年）度から平成30年（2018年）度まで「静粛型魚雷用動力装置」の研究が行われ、平成30年（2018年）度から令和4年（2022年）度まで「静粛型動力装置搭載魚雷」の開発が行われた。令和5年（2023年）度予算で初めて、従来の18式魚雷に比べ動力部を静粛化し被探知性を向上させた静粛型動力装置搭載魚雷の取得予算86億円が計上されている。